# Кристофер, Уоррен
Уо́ррен Ма́йнор Кри́стофер (англ. Warren Minor Christopher; 27 октября 1925, Скрэнтон, Северная Дакота — 18 марта 2011, Лос-Анджелес) — американский юрист и дипломат. Занимал пост государственного секретаря США во время первого президентского срока Билла Клинтона.

## Биография

### Начало жизни
Окончил среднюю школу в Голливуде и поступил в Университет Редлендса, где вступил в братство Каппа Сигма Сигма. Окончил свою учебу в Университете Южной Калифорнии в феврале 1945 года. С июля 1943 по сентябрь 1946 года, служил в резерве американского военного флота. В 1946—1949 годах учился на юридическом факультете Стэнфордского университета, где основал и возглавил журнал Stanford Law Review и как один из лучших выпускников был принят в Орден Шапки.

### Карьера
С октября 1949 по сентябрь 1950 года, Кристофер работал у судьи Верховного Суда США Уильяма О. Дугласа. С октября 1950 по июнь 1967 года работал юристом в фирме O’Melveny & Myers, став партнёром в 1958 году. С июня 1967 по 20 января 1969 работал заместителем генерального прокурора США, после чего вернулся в O’Melveny & Myers.
26 февраля 1977 года был назначен заместителем Государственного секретаря США и работал в этой должности до 20 января 1981. Среди заслуг Кристофера обычно называют договоренность об освобождении 52 сотрудников американского посольства, взятых заложниками в Иране. Он также возглавлял китайское направление американской политики, помог добиться ратификации двух договоров о Панамском канале, и возглавил первую межведомственную группу по правам человека. 16 января 1981 года президент Картер наградил его Медалью Свободы — высшей наградой для гражданских лиц.
Помимо этого Кристофер занимал посты председателя ассоциации адвокатов Лос-Анджелеса (1974—1975); председателя комиссии по федеральной юридической системе Американской ассоциации адвокатов (1975—1976); специального советника губернатора Калифорнии Эдмунда Брауна в 1959 году.
Кроме того Кристофер занимал различные посты во многих общественных организациях, связанных со внешней политикой и образованием.
В 1991 году, Кристофер был председателем независимой комиссии по полиции Лос-Анджелеса, расследовавшая полицейские злоупотребления, которая стала известна как Комиссия Кристофера. Комиссия предложила серьёзные преобразования в полицейском управлении Лос-Анджелеса, которые после бунтов 1992 года в Лос-Анджелесе получили огромную поддержку на референдуме.
20 января 1993 года Кристофер был назначен государственным секретарем США новым президентом Клинтоном и занимал этот пост до 1997 год. Один из инициаторов раздела Югославии.
На президентских выборах 2000 года которые прошли с минимальной разницей голосов между Джорджем Бушем и Гором в США Кристофер был послан руководить спорным пересчетом голосов во Флориде, после которого Верховный суд США решил спор о результате выборов в пользу Джорджа Буша.
Кристофер был женат на Мари Уиллис (Marie Wyllis). У них четверо детей.
25 сентября 2007 года вместе с несколькими другими госсекретарями США в отставке подписал письмо, призывающее Конгресс США не принимать резолюцию 106 о геноциде армян.
В 2008 году Джей Роуч выступил режиссёром телевизионной политической драмы «Пересчёт», положительно принятой критиками и получившей несколько премий. Роль Уоррена Кристофера в фильме исполнил Джон Хёрт.
18 марта 2011 года Уоррен Кристофер скончался. Как сообщает агентство Reuters, причиной смерти стал рак. Был похоронен в Лос-Анджелесе на кладбище «Голливуд-Хиллз».

## Книги
- In the Stream of History: Shaping Foreign Policy for a New Era (1998)
- Chances of a Lifetime (2001)